# Heterochroma hadenoides
Heterochroma hadenoides är en fjärilsart som beskrevs av Achille Guenée 1852. Heterochroma hadenoides ingår i släktet Heterochroma och familjen nattflyn. Inga underarter finns listade i Catalogue of Life.